# Parbasdorf
Parbasdorf osztrák község Alsó-Ausztria Gänserndorfi járásában. 2020 januárjában 163 lakosa volt. 

## Elhelyezkedése

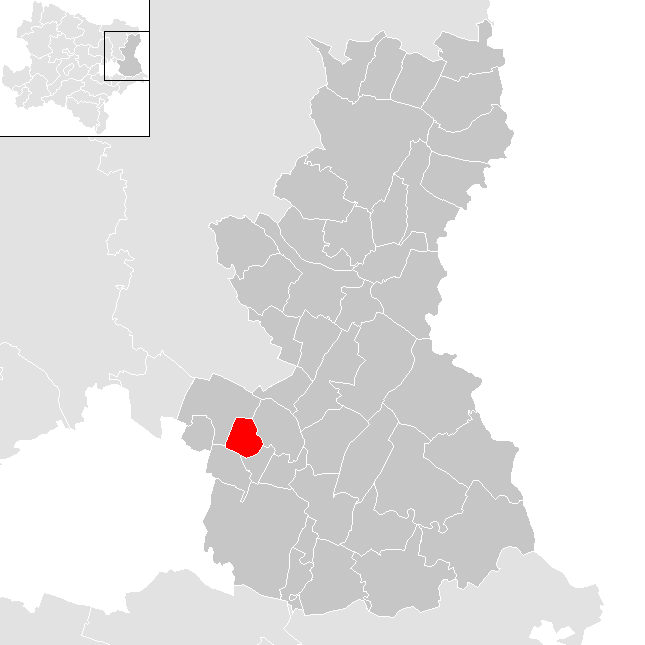
Parbasdorf a Gänserndorfi járásban

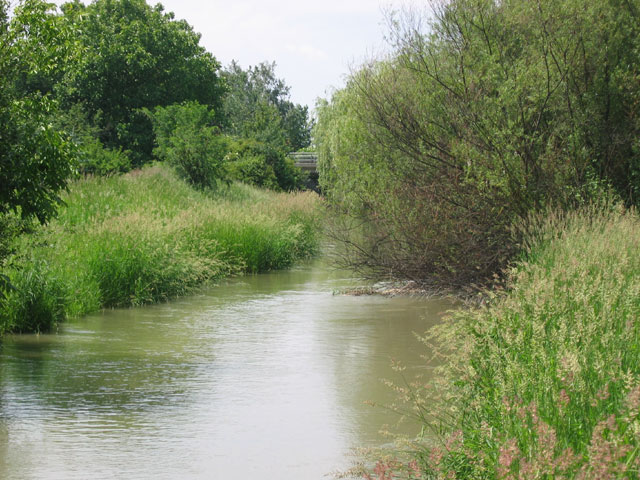
A Rußbach Parbasdorfnál

Parbasdorf a tartomány Weinviertel régiójában fekszik a Morva-mező nyugati részén, a Rußbach folyó mentén. Területének 1,7%-a erdő, 89,7% áll mezőgazdasági művelés alatt. Az önkormányzathoz egyetlen település tartozik. 
A környező önkormányzatok: északkeletre Markgrafneusiedl, délkeletre Großhofen, délnyugatra Raasdorf, északnyugatra Deutsch-Wagram.  

## Története
A községet 1180-ban említik először Perwolfesdorf néven. Birtokosa az osztrák herceg volt, de a 15. század végére elnéptelenedett. A 17. század végén eladományozták és a wolkersdorfi uradalomhoz került. 
1809. július 5-én részben itt zajlott a wagrami csata, melynek során a tüzérségi tűz miatt a falu leégett. 1833-ban 31 házat számláltak össze. A markgrafneusiedli egyházközség alá tartozó temploma 1854-ben épült.  
1945-ben, a második világháború végén heves harcokra került sor a községben. Az épületek nagy része megrongálódott, a községi irattár is megsemmisült. 

## Lakosság
A parbasdorfi önkormányzat területén 2020 januárjában 163 fő élt. A lakosságszám 1991 óta gyarapodó tendenciát mutat. 2018-ban az ittlakók 98,2%-a volt osztrák állampolgár; az 1,8%-nyi külföldi a volt Jugoszlávia (Szlovénia és Horvátország nélkül) területéről érkezett. 2001-ben a lakosok 93,3%-a római katolikusnak, 1,5% evangélikusnak, 3% mohamedánnak, 2,2% pedig felekezeten kívülinek vallotta magát. Ugyanekkor egy magyar élt a községben; a legnagyobb nemzetiségi csoportot a német (95%) mellett a horvátok alkották 3%-kal. 
A népesség változása:

| 2016 | 167 |
| 2018 | 169 |

## Látnivalók
- a Szentháromság-templom

## Fordítás
- Ez a szócikk részben vagy egészben  a   Parbasdorf című német Wikipédia-szócikk ezen változatának fordításán alapul.  Az eredeti cikk szerkesztőit annak laptörténete sorolja fel. Ez a jelzés csupán a megfogalmazás eredetét és a szerzői jogokat jelzi, nem szolgál a cikkben szereplő információk forrásmegjelöléseként.